# ミネカエデ
ミネカエデ（峰楓、学名: Acer tschonoskii）はムクロジ科カエデ属の落葉低木である。名の通り、高山の尾根などに生えるカエデの一種である。

## 分布
北海道の亜高山帯から本州中部地方に分布する。標高1400 - 1600メートル (m) から出現し、森林限界付近まで生息する。本州中部では標高1500 - 2500 mに多く、東北地方や北海道ではそれより低い低標高でも見られる。森林限界付近では、ダケカンバやナナカマドなどとともに、秋の紅葉を彩る代表的な樹種である。

## 特徴
落葉広葉樹の低木。樹高は2 - 5 mになる。葉は対生で、掌状で5つの裂片に分かれ、縁には重鋸歯がある。花期は7月上旬から下旬。雌雄異株とされるが、まれに雌雄同株の個体も見られる。
コミネカエデ（A. micranthum）はミネカエデと葉の形態が似る場合があり、葉の形態変異が重複していると指摘されているが、花の大きさがミネカエデの半分に満たず、花弁が非常に短いことからミネカエデと区別できる。また、コミネカエデは主に生育する標高が関東地方で約700m～1,500mであり、ミネカエデよりも低標高に分布の中心がある。
よく似た樹種に、ナンゴクミネカエデ（南国峰楓、Acer australe、シノニム: Acer tschonoskii var. australe）やコミネカエデ（小峰楓、Acer micranthum）、オオバネミネカエデがある。ミネカエデは葉先は伸びないが、ナンゴクミネカエデやコミネカエデでは葉先が長く尾状に伸びる。コミネカエデは葉の大きさが一回り小さく、本州（青森県・八甲田山）から九州のブナ林などに生え、小高木になる。オオバミネカエデは、本州中部地方の高山に分布し、橙色から赤色に紅葉して小高木になるが、本種ミネカエデとの区別が難しい場合がある。

## ナンゴクミネカエデ
ミネカエデの変種として、1962年に桃谷がナンゴクミネカエデ（A. tschonoskii var. australe）を記載した。ミネカエデとナンゴクミネカエデの形態的な違いは以下の表にまとめられる。
|                    | 葉の形状             | がく片の長さ  | 翼果の大きさ | 小花柄の長さ |
| ------------------ | -------------------- | ------------- | ------------ | ------------ |
| ミネカエデ         | 裂片は短くとがる     | 花弁の8～10倍 | 1.9～2.3 cm  | 1.1～1.5 cm  |
| ナンゴクミネカエデ | 裂片は長く尾状に尖る | 花弁と同等    | 1.4～1.8 cm  | 0.4～0.8 cm  |

従来、ナンゴクミネカエデは関西、四国、九州に分布すると考えられていたが、後年、分類学上の位置づけの議論とともに分布域が東北まで拡大された。現在は、岩手県以南から紀伊半島、四国、九州に分布するとされる。

猪狩（2010）は、ミネカエデとナンゴクミネカエデの分布と樹形の違いに注目し、中国大陸と朝鮮半島に分布するチョウセンミネカエデ（A. komarovii）が日本に渡ってきたものがナンゴクミネカエデの由来であり、そこから多雪地で適応変異したものがミネカエデであると推察している。ナンゴクミネカエデの形態変異はミネカエデとコミネカエデの形態変異と重複しつつ、両者の中間的な範囲であることから、両者の交雑に由来するという説もある。

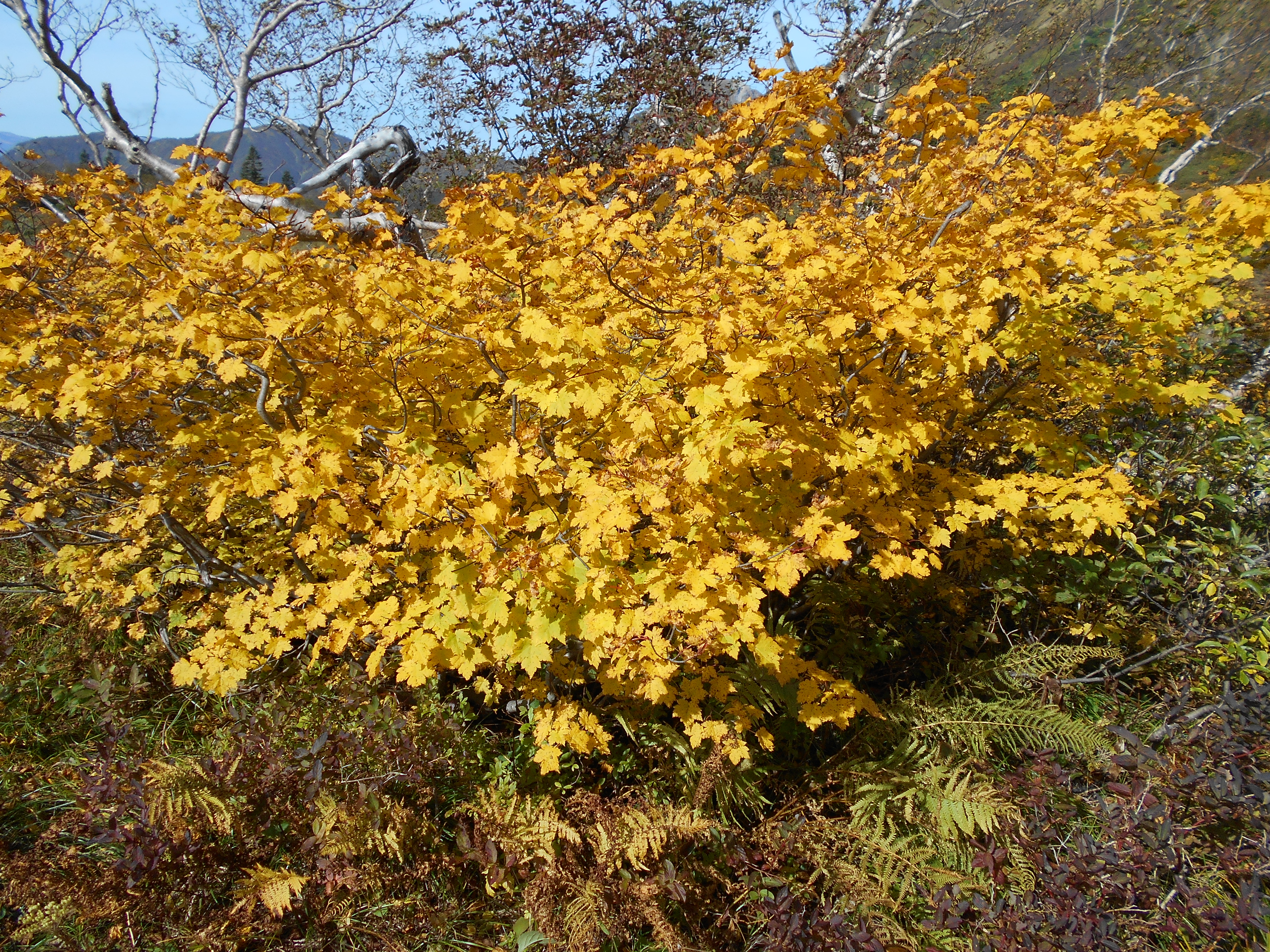
黄葉したミネカエデ